# زیگورد دوم نروژ
زیگورد دوم نروژ (نروژی: Sigurd II of Norway؛ ۱۱۳۳ – ۶ فوریهٔ ۱۱۵۵) پادشاه نروژ بین سال‌های ۱۱۳۶ تا ۱۱۵۵ میلادی بود.